# 第1後方支援連隊
第1後方支援連隊（だいいちこうほうしえんれんたい、JGSDF 1st Logistic Support Regiment）は、陸上自衛隊練馬駐屯地（東京都練馬区）に連隊本部が駐屯する第1師団隷下の後方支援部隊である。

## 概要
首都東京に所在する唯一の兵站部隊であり、連隊長は1等陸佐（二）が充てられいる。
連隊本部などの主力が所在する練馬駐屯地に加え、朝霞・大宮・板妻・北富士・駒門の6つの駐屯地にそれぞれ部隊が駐屯し、補給・整備・輸送・衛生の各機能を通じて、第1師団の各部隊に対する兵站支援を行っている。また、東京の北多摩地区の災害派遣・防衛警備を担任し、災害派遣や民生協力を行うほか国際貢献活動も行っている。

## 沿革
- 1992年（平成04年）3月27日：第1師団近代化への改編に伴い、第1武器隊・第1補給隊・第1輸送隊・第1衛生隊を統合して第1後方支援連隊が練馬駐屯地において編成完結。
- 1994年（平成06年）3月28日：第313武器直接支援隊を武器隊に編入。
- 1995年（平成07年）1月：阪神・淡路大震災発生により、災害派遣出動。
- 1996年（平成08年）3月29日：部隊改編

1. 第1師団司令部第4部長職が専任化され、連隊長との兼補が解除。
2. 武器隊を武器大隊に改編。

- 2002年（平成14年）3月27日：後方支援体制の変換により武器大隊に師団隷下の諸部隊の整備部門を統合し、第1整備大隊、第2整備大隊に改編。
- 2004年（平成16年）10月：新潟県中越地震発生により、災害派遣出動。
- 2007年（平成19年）7月：新潟県中越沖地震発生により、災害派遣出動。
- 2011年（平成23年）4月21日：第2整備大隊第2普通科直接支援隊（武山駐屯地：第31普通科連隊を支援）を廃止（後身は東部方面後方支援隊第302普通科直接支援中隊）。
- 2019年（令和元年）10月13日：令和元年東日本台風により、災害派遣出動。
- 2022年（令和04年）3月17日：第2整備大隊戦車直接支援隊（駒門駐屯地）と偵察直接支援小隊（練馬駐屯地）を廃止・統合し、偵察戦闘直接支援隊を朝霞駐屯地に新編。
- 2023年（令和05年）3月15日：第2整備大隊特科直接支援隊（北富士駐屯地）を廃止。

## 部隊編成
特記ない限り練馬駐屯地に所在。
- 第1後方支援連隊本部
- 第1後方支援連隊本部付隊「1後支-本」
- 第1整備大隊
  - 第1整備大隊本部
  - 第1整備大隊本部付隊「1後支-1整-本」
  - 火器車両整備中隊「1後支-1整-火車」
  - 施設整備隊「1後支-1整-施」（朝霞駐屯地）：第1施設大隊を支援
  - 通信電子整備隊「1後支-1整-通」：第1通信大隊を支援
  - 工作回収小隊
- 第2整備大隊
  - 第2整備大隊本部
  - 第2整備大隊本部付隊「1後支-2整-本」
  - 第1普通科直接支援中隊「1後支-2整-1」（練馬駐屯地）：第1普通科連隊を支援
  - 第2普通科直接支援中隊「1後支-2整-2」（大宮駐屯地）：第32普通科連隊を支援
  - 第3普通科直接支援中隊「1後支-2整-3」（板妻駐屯地）：第34普通科連隊を支援
  - 高射直接支援隊「1後支-2整-高」（駒門駐屯地）：第1高射特科大隊を支援
  - 偵察戦闘直接支援隊「1後支-2整-偵」（朝霞駐屯地）： 第1偵察戦闘大隊を支援
- 補給隊「1後支-補」
  - 補給隊本部
  - 補給隊本部付隊
  - 需品補給小隊
  - 部品補給小隊
  - 業務小隊
- 輸送隊「1後支-輸」
  - 輸送隊本部
  - 管理班
  - 第1輸送小隊（輸送小隊Ａ）
  - 第2輸送小隊（輸送小隊Ｂ）
- 衛生隊「1後支-衛」
  - 衛生隊本部
  - 救急車小隊
  - 治療隊

## 主要幹部
| 官職名            | 階級    | 氏名     | 補職発令日     | 前職                                            |
| ----------------- | ------- | -------- | -------------- | ----------------------------------------------- |
| 第1後方支援連隊長 | 1等陸佐 | 後川裕一 | 2025年03月17日 | 陸上幕僚監部装備計画部装備計画課 需品室需品班長 |

| 代 | 氏名     | 在職期間                        | 前職                                                            | 後職                                      |
| -- | -------- | ------------------------------- | --------------------------------------------------------------- | ----------------------------------------- |
| 01 | 平野龍文 | 1992年03月27日 - 1994年03月27日 | 第1師団司令部第4部長                                            | 自衛隊和歌山地方連絡部長                  |
| 02 | 松尾和幸 | 1994年03月28日 - 1996年12月15日 | 陸上幕僚監部装備部武器・化学課 総括班長                         | 朝霞駐屯地業務隊長                        |
| 03 | 小西喜洋 | 1996年12月16日 - 1998年11月30日 | 中部方面総監部人事部人事課長                                    | 帯広駐屯地業務隊長                        |
| 04 | 伊丹俊二 | 1998年12月01日 - 2000年06月29日 | 中部方面総監部装備部後方運用課長                                | 陸上幕僚監部装備部輸送課長                |
| 05 | 溝口秀盛 | 2000年06月30日 - 2002年12月01日 | 陸上幕僚監部人事部援護業務課 総括班長                           | 陸上自衛隊幹部学校主任教官                |
| 06 | 太田尚志 | 2002年12月02日 - 2005年03月31日 | 陸上幕僚監部教育訓練部教育課 教育班長                           | 陸上自衛隊研究本部主任研究開発官          |
| 07 | 初野喜美 | 2005年04月01日 - 2007年03月22日 | 陸上幕僚監部人事部人事計画課服務室長                            | 陸上自衛隊小平学校総務部長                |
| 08 | 武野浩文 | 2007年03月23日 - 2009年03月23日 | 陸上幕僚監部装備部武器・化学課 総括班長                         | 陸上自衛隊北海道補給処 装備計画部長       |
| 09 | 齋藤隆則 | 2009年03月24日 - 2010年11月30日 | 陸上幕僚監部装備部武器・化学課 誘導武器班長                     | 陸上自衛隊北海道補給処 装備計画部長       |
| 10 | 草間幸弘 | 2010年12月01日 - 2013年03月27日 | 陸上幕僚監部運用支援・情報部 情報課武官業務班長                 | 陸上自衛隊補給統制本部 需品部長           |
| 11 | 福島由晃 | 2013年03月28日 - 2014年12月18日 | 陸上幕僚監部装備部武器・化学課 総括班長                         | 陸上自衛隊関西補給処 装備計画部長         |
| 12 | 瓜生研二 | 2014年12月19日 - 2016年11月30日 | 陸上自衛隊幹部学校学校教官                                      | 陸上自衛隊北海道補給処 装備計画部長       |
| 13 | 津島佳男 | 2016年12月01日 - 2018年03月22日 | 陸上自衛隊研究本部研究員                                        | 陸上自衛隊需品学校教育部長                |
| 14 | 加藤和彦 | 2018年03月23日 - 2020年03月15日 | 陸上幕僚監部装備計画部武器・化学課 車両班長                     | 陸上自衛隊北海道補給処 装備計画部長       |
| 15 | 佐藤佳久 | 2020年03月16日 - 2021年09月29日 | 陸上自衛隊補給統制本部 装備計画部企画課長                       | 陸上幕僚監部装備計画部武器・化学課長      |
| 16 | 土工琢郎 | 2021年09月30日 - 2023年07月31日 | 陸上幕僚監部装備計画部装備計画課 兼 統合幕僚監部運用部運用第2課 | 陸上幕僚監部装備計画部装備計画課 需品室長 |
| 17 | 山口護   | 2023年08月01日 - 2025年03月16日 | 陸上自衛隊教育訓練研究本部企画調整官                            | 西部方面会計隊長                          |
| 18 | 後川裕一 | 2025年03月17日 -                | 陸上幕僚監部装備計画部装備計画課 需品室需品班長                 |                                           |

## 主要装備
個人
- 89式5.56mm小銃
- 9mm拳銃

共通
- 1/2tトラック / 73式小型トラック
- 1 1/2tトラック / 73式中型トラック
- 3 1/2tトラック / 73式大型トラック
- 12.7mm重機関銃M2
- 91式携帯地対空誘導弾

整備大隊
- 重レッカ
- 重装輪回収車

補給隊
- 3トン半水タンク車
- 3トン半燃料タンク車
- 3トン半航空用燃料タンク車
- 野外支援車
- 野外炊具
- 野外洗濯セット2型
- 野外入浴セット2型
- 浄水セット（車載型）

輸送隊
- 7tトラック / 74式特大型トラック
- 中型セミトレーラ

衛生隊
- 野外手術システム
- 1トン半救急車

## 警備隊区
東京都立川市、武蔵野市、三鷹市、府中市、昭島市、調布市、小金井市、小平市、東村山市、国分寺市、国立市、狛江市、東大和市、清瀬市、東久留米市、武蔵村山市、西東京市、多摩市、稲城市

## 廃止（改編）部隊
- 2002年（平成14年）3月27日廃止
  - 第1後方支援連隊武器大隊「1後支-武」（練馬駐屯地）：第1、第2整備大隊に再編。
- 2011年（平成23年）4月21日廃止
  - 第1後方支援連隊第2整備大隊第2普通科直接支援隊「1後支-2整-2」（武山駐屯地）：第31普通科連隊を支援。東部方面後方支援隊第302普通科直接支援中隊に改編。
- 2022年（令和4年）3月16日廃止
  - 第1後方支援連隊第2整備大隊戦車直接支援隊「1後支-2整-戦」（駒門駐屯地）第1戦車大隊を支援：第2整備大隊偵察戦闘直接支援隊に改編。
  - 第1後方支援連隊第2整備大隊偵察直接支援小隊「1後支-2整-偵」（練馬駐屯地）第1偵察隊を支援：第2整備大隊偵察戦闘直接支援隊に改編。
- 2023年（令和5年）3月15日廃止
  - 第1後方支援連隊第2整備大隊特科直接支援隊「1後支-2整-特」（北富士駐屯地）第1特科隊を支援：東部方面後方支援隊第306特科直接支援中隊に改編。